# 421
421 (CDXXI, na numeração romana) foi um ano comum do século V do  Calendário Juliano, da Era de Cristo, e a sua letra dominical foi B, totalizando 52 semanas, com início a um sábado e terminou também a um sábado. Segundo o horóscopo chinês, foi o ano do Galo.
| Ano completo                   |
| ------------------------------ |
| Ano comum com início ao sábado |